# The Bronx
The Bronx is een van de vijf boroughs van de stad New York. Het stadsdeel ligt in het noorden van New York City. Het is als Bronx County een van de 62 county's in de staat New York. The  Bronx heeft een oppervlakte van 149 km², waarmee het na Manhattan de kleinste borough van New York is.
The Bronx heeft 1.498.919 inwoners, met een bevolkingsdichtheid van 9.992 inwoners per km².
The Bronx grenst in het noorden aan Westchester County en in het zuiden aan Manhattan en Queens. The Bronx wordt door tweeën gesplitst door de Bronx River. Het westelijke gedeelte is herkenbaar aan het vlakke land en het oostelijke gedeelte herkenbaar aan het heuvelachtig terrein. 
Hoewel het Commissioners' Plan van 1811 alleen voor Manhattan bedoeld was, lopen de genummerde wegen verder in The Bronx. De genummerde wegen in de borough lopen van 228th tot 263rd street. De genummerde straten worden door Jerome Avenue in een West- en East gedeelte gesplitst. 

## Geschiedenis
The Bronx ligt in het noorden van de stad en wordt van Manhattan gescheiden door de Harlem River en van Queens door de East River. De wijken die The Bronx vormen waren oorspronkelijk onderdeel van Westchester County. In 1873 werd Kingsbridge geannexeerd. Morrisania en West Farms volgden in 1874. New York was van plan geheel Westchester te annexeren, maar door tegenstand bleef de annexatie van 1895 beperkt tot het gebied ten oosten van de Bronx-rivier. In 1898 werden Brooklyn, Queens, en Richmond (tegenwoordig Staten Island) toegevoegd en werd The Bronx een borough van New York, maar bleef onderdeel van de New York County. In 1914 werd Bronx County opgericht.
De wijk Marble Hill is een enclave van Manhattan in The Bronx. Het is ontstaan door de aanleg van de Harlem River Ship Channel in 1895 en het dempen van Spuyten Duyvil Creek in 1914. Desalniettemin behoort het tot Manhattan en niet The Bronx.
In 1904 werd begonnen met het doortrekken van de metro naar The Bronx, en werden veel huurkazernes gebouwd van 5 en 6 verdiepingen. De kazernes werden bewoond door arbeiders die werkten in Manhattan. Een groot deel van de bevolking was joods. Tussen 1900 en 1930, nam het inwoneraantal van The Bronx toe van 201.000 tot 1.265.000.
Bij de aanleg van The Bronx werd veel ruimte gereserveerd voor groen en natuur. Ongeveer 25% van de oppervlakte van het stadsdeel bestaat uit parken. De woningen hadden ten tijde van de bouw veel voorzieningen zoals eigen toiletten, warm water en centrale verwarming, Na de Tweede Wereldoorlog werden de appartementen beschouwd als verouderd en was er vaak sprake van gebrekkig onderhoud. De blanke bevolking vertrok naar de voorsteden en betere woonwijken, en de Afro-Amerikanen en Hispanics trokken door de krotopruiming in Manhattan naar The Bronx.

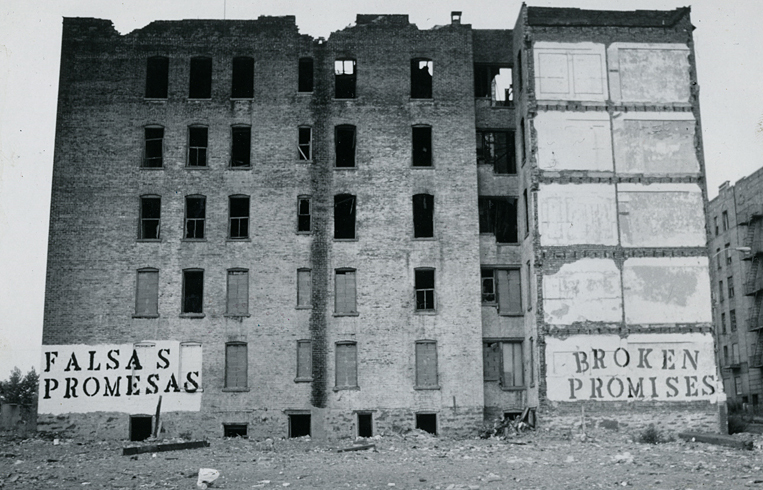
Charlotte Street in East Morrisania (1980)

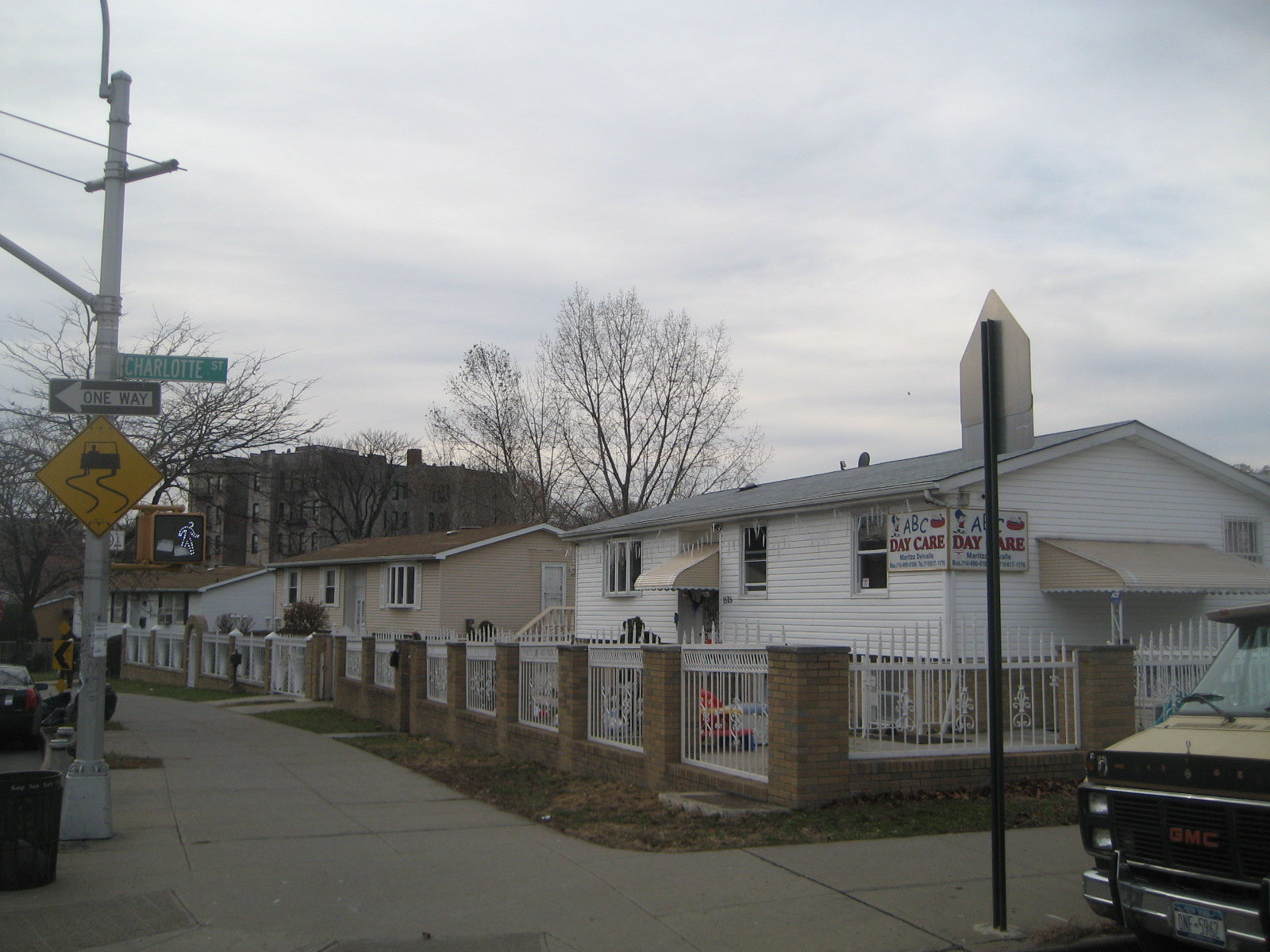
Charlotte Street (2007)

In 1950 was er in South Bronx, het zuidelijk gedeelte, sprake van veel armoede en een groot aantal huisjesmelkers. De aanleg van de Cross Bronx Expressway, een snelweg dwars door The Bronx, versnelde het verval. Eind jaren 1960 en begin jaren 1970 werden veel huurkazernes in brand gestoken om de verzekeringswaarde te incasseren. Misdaad en de crackepidemie maakten de South Bronx het symbool van urban blight. Tussen 1970 en 1980 verloor het stadsdeel 300.000 inwoners en 100.000 woningen.
Vanaf het midden van de jaren 1970 begon de hiphop zich te ontwikkelen in the Bronx met pioniers als DJ Kool Herc, Grandmaster Flash en Afrika Bambaataa.
Vanaf 1986 werd meer dan US$ 1 miljard geïnvesteerd in de herbouw van The Bronx. In de jaren 1990 begon het inwonersaantal weer toe te nemen.

## Overzicht
The Bronx is voornamelijk een volkswijk, waarvan de bevolking in 2020 voor 8,9% wit is, 28,5% Black of Afro-Amerikaans en 4.6% Aziatisch. 54,8% van de bevolking is Hispanic ongeacht ras of etnische groepering.
In The Bronx ligt het armste Congresdistrict van geheel de Verenigde Staten, het 15e congresdistrict van New York. Alexandria Ocasio-Cortez zetelt sinds 2019 voor het 14e congresdistrict van New York, wat ook een deel van The Bronx omvat. The Bronx is ook vervat in delen van het 13e en 16e congresdistrict.
Het Bronx Park is een park waar de New York Botanical Garden en de Bronx Zoo zijn gevestigd. Ook in The Bronx liggen Pelham Bay Park, het grootste park van de stad New York, en Van Cortlandt Park het op twee na grootste park, en beide groter dan Central Park.

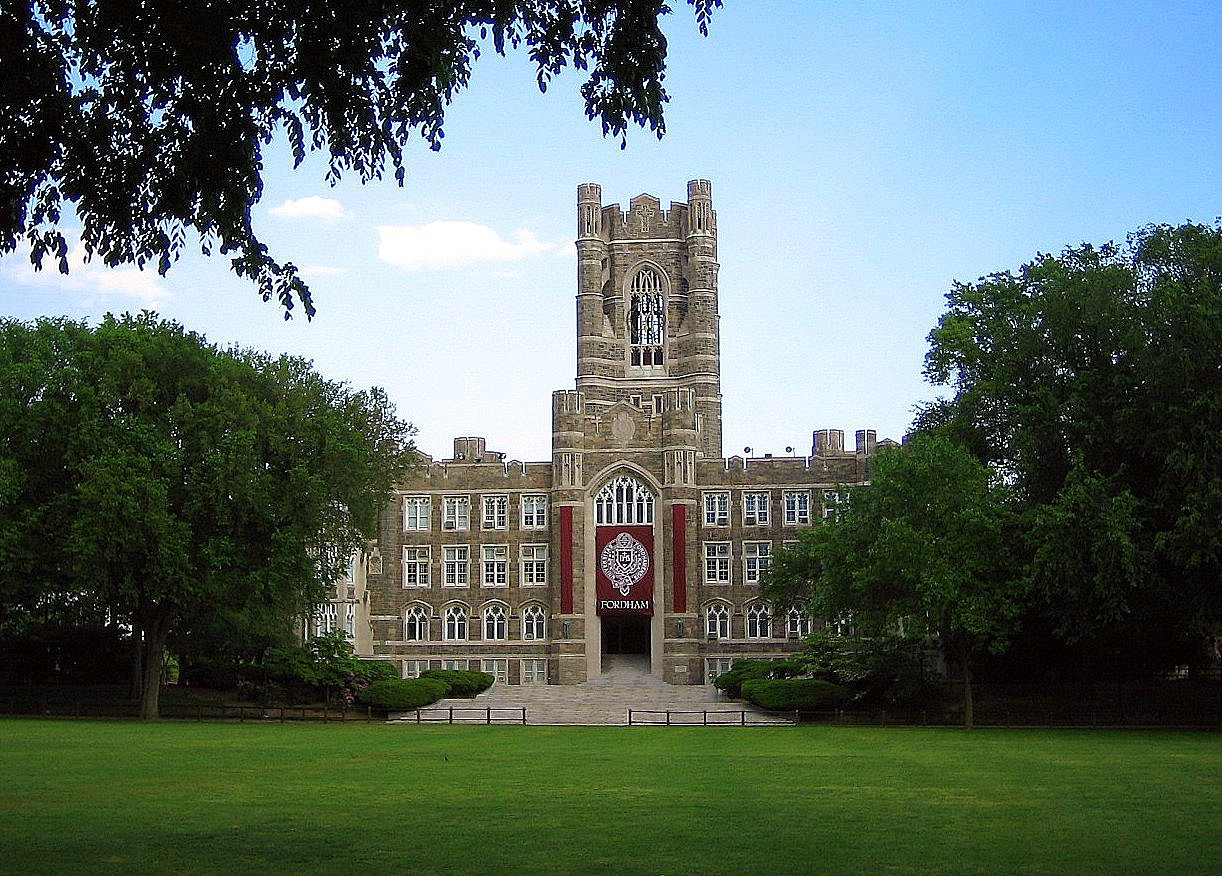
Universiteit van Fordham

In The Bronx zijn ook een aantal onderwijsinstellingen gevestigd, zoals enkele campussen van de City University of New York en de Universiteit van Fordham. Historisch, van 1894 tot 1973, was ook een belangrijke campus van New York University in de wijk University Heights in The Bronx gelegen, maar deze campus werd verkocht aan de City University of New York.
Ook de honkbalclub de New York Yankees is er te vinden, sinds 2009 in het toen nieuw gebouwde Yankee Stadium, vlak naast het vorige identiek genaamde stadium. In het Yankee Stadium wordt sinds 2015 ook voetbal gespeeld, door New York City FC, die uitkomt in de Major League Soccer.
Er zijn dertien bruggen en drie tunnels over en onder the Harlem River. Met Queens zijn er drie bruggen over de East River, de Robert F. Kennedy Bridge, de Bronx-Whitestone Bridge en de Throgs Neck Bridge.
The Bronx is ook bekend van de Joker Stairs nabij de 167th Street (Jerome Avenue Line).

## Naamgeving
Inheemse volkeren, Indianen, duidden het gebied aan als Rananchqua en Keskeskeck. De borough ontleent zijn Engelse naam indirect aan de Zweedse 17e-eeuwse immigrant Jonas Bronck. Bronck kocht het gebied in 1639 door een ruilhandel van de Indianen. Zijn naam werd als Broncksland in die eeuw gebruikt om zijn eigendom aan te duiden, en de rivier die er door liep, Bronck's River. De naam verviel bij het grondgebied, maar bleef met verbastering naar Bronx River, in gebruik om de rivier aan te duiden. De naam van de borough kwam in de tweede helft van de 19e eeuw tot stand en vond toen zijn oorsprong bij de naam van de rivier.
| Stadsdeel                         | County           | Geschat inw. 1 juli 2017 | Opp. in km² |
| --------------------------------- | ---------------- | ------------------------ | ----------- |
| Manhattan                         | New York         | 1.664.727                | 59          |
| The Bronx                         | Bronx            | 1.471.160                | 109         |
| Brooklyn                          | Kings            | 2.648.771                | 183         |
| Queens                            | Queens           | 2.358.582                | 281         |
| Staten Island                     | Richmond         | 479.458                  | 151         |
| New York totaal                   | New York totaal  | 8.622.698                | 784         |
| New York (staat)                  | New York (staat) | 19.849.399               | 122.284     |
| Bron: United States Census Bureau |                  |                          |             |

## Wijken
The Bronx is opgedeeld in twee regio's: West Bronx en East Bronx. Deze twee regio's zijn van elkaar gescheiden door de Bronx River. Daarnaast kunnen deze twee regio's opgedeeld worden in kleinere gebieden:
- Northeast Bronx: de wijken ten noorden van Pelham Parkway en ten oosten van Bronx River
- Southeast Bronx: de wijken ten zuiden van Pelham Parkway en ten oosten van Bronx River
- Northwest Bronx: de wijken ten zuiden van Fordham Road en ten westen van Bronx River
- Southwest Bronx: de wijken ten zuiden van Fordham Road en ten westen van Bronx River

| Northwest Bronx   | Southwest Bronx | Northeast Bronx | Southeast Bronx     |
| ----------------- | --------------- | --------------- | ------------------- |
| Bedford Park      | Bathgate        | Allerton        | Castle Hill         |
| Belmont           | Clarmont        | Baychester      | Clason Point        |
| Fordham           | Concourse       | Bronxdale       | Country Club        |
| Jerome Park       | East Tremont    | City Island     | Morris Park         |
| Kingsbridge       | Highbridge      | Co-op City      | Parkchester         |
| Norwood           | Hunts Point     | Eastchester     | Park Versailles     |
| Riverdale         | Longwood        | Edenwald        | Pelham Bay          |
| Spuyten Duyvil    | Melrose         | Pelham Gardens  | Soundview           |
| Universal Heights | Morris Heights  | Pelham Parkway  | Schuylerville       |
| Woodlawn Heights  | Morrisania      | Wakefield       | Throgs Neck         |
|                   | Mott Haven      | Williamsbridge  | Van Nest            |
|                   | Port Morris     |                 | Westchester Heights |
|                   | The Hub         |                 | Westchester Square  |
|                   | Tremont         |                 |                     |
|                   | West Farms      |                 |                     |

## Geboren in The Bronx
- Dutch Schultz (1902-1935), gangster
- Douglas Fowley (1911-1998), acteur
- June Allyson (1917-2006), actrice
- Martin Balsam (1919-1996), acteur
- Alan North (1920-2000), televisie- en theateracteur
- Jake LaMotta (1922-2017), bokser
- Carl Reiner (1922-2020), acteur, regisseur en producent
- Sidney Armus (1924-2002), acteur
- Tony Curtis (1925-2010), acteur
- Christine Jorgensen (1927-1989), de eerste transvrouw van de Verenigde Staten
- Neil Simon (1927-2018), toneelschrijver
- Mary Higgins Clark (1927-2020), schrijfster van misdaadromans
- Alan J. Pakula (1928-1998), filmregisseur, scenarioschrijver en filmproducent
- Richard Davalos (1930-2016), acteur
- Anne Bancroft (1931-2005), actrice
- Dominic Chianese (1931), acteur
- Phil Spector (1939-2021), muziekproducent
- Ralph Lauren (1939), modeontwerper
- James Caan (1940-2022), acteur
- John Gotti (1940-2002), The Teflon Don, leider van de Gambino maffiafamilie
- Vincent Pastore (1946), acteur en filmproducent
- Billy Joel (1949), zanger, pianist en componist
- Paul Daniel "Ace" Frehley (1951), gitarist
- Angela Bofill (1954-2024), zangeres
- Robert Clohessy (1957), acteur en filmproducent
- Irene Cara (1959-2022), zangeres en actrice
- Jordan Belfort (1962), effectenmakelaar, fraudeur en motivatiespreker
- Cuba Gooding jr. (1968), acteur
- Jennifer Lopez (1969), zangeres
- Fat Joe (1970), rapper
- Big Pun (1971-2000), rapper
- Cara Buono (1971), actrice, filmproducente, filmregisseuse en scenarioschrijfster
- Chris Armas (1972), voetballer en voetbalcoach
- Tarana Burke (1973), burgerrechtenactiviste
- Chino XL (1974-2024), rapper
- Domenick Lombardozzi (1976), acteur
- Alexandria Ocasio-Cortez (1989), politica
- Adam Silvera (1990), schrijver
- Cardi B (1992), rapper
- Samara Joy (1999), zangeres
- Mark McKenzie (1999), voetballer
- Eric Kupper, houseproducer
- Lil Tjay (2001), rapper
- Ice Spice (2000), rapper

## Afbeeldingen

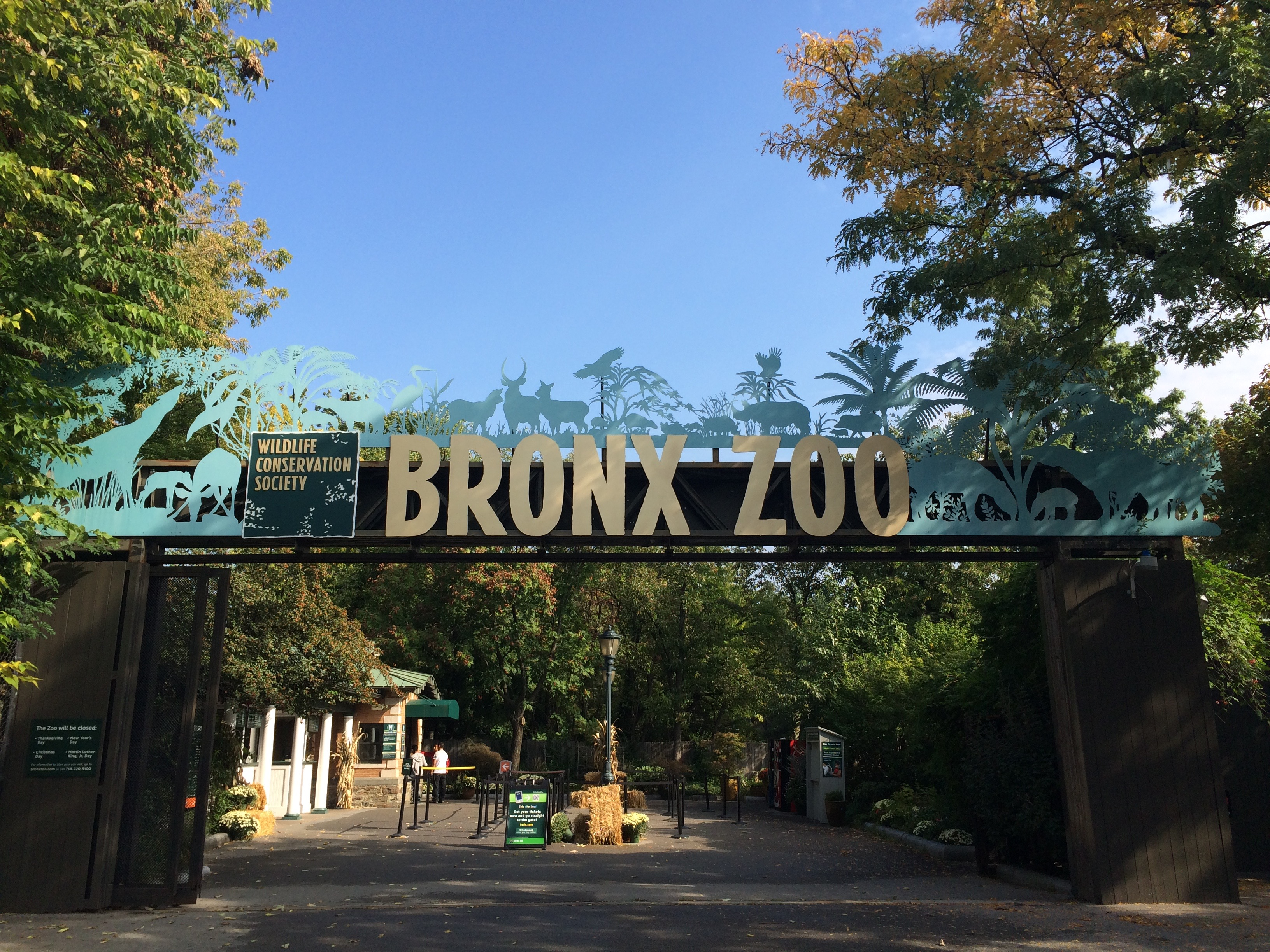
Bronx Zoo
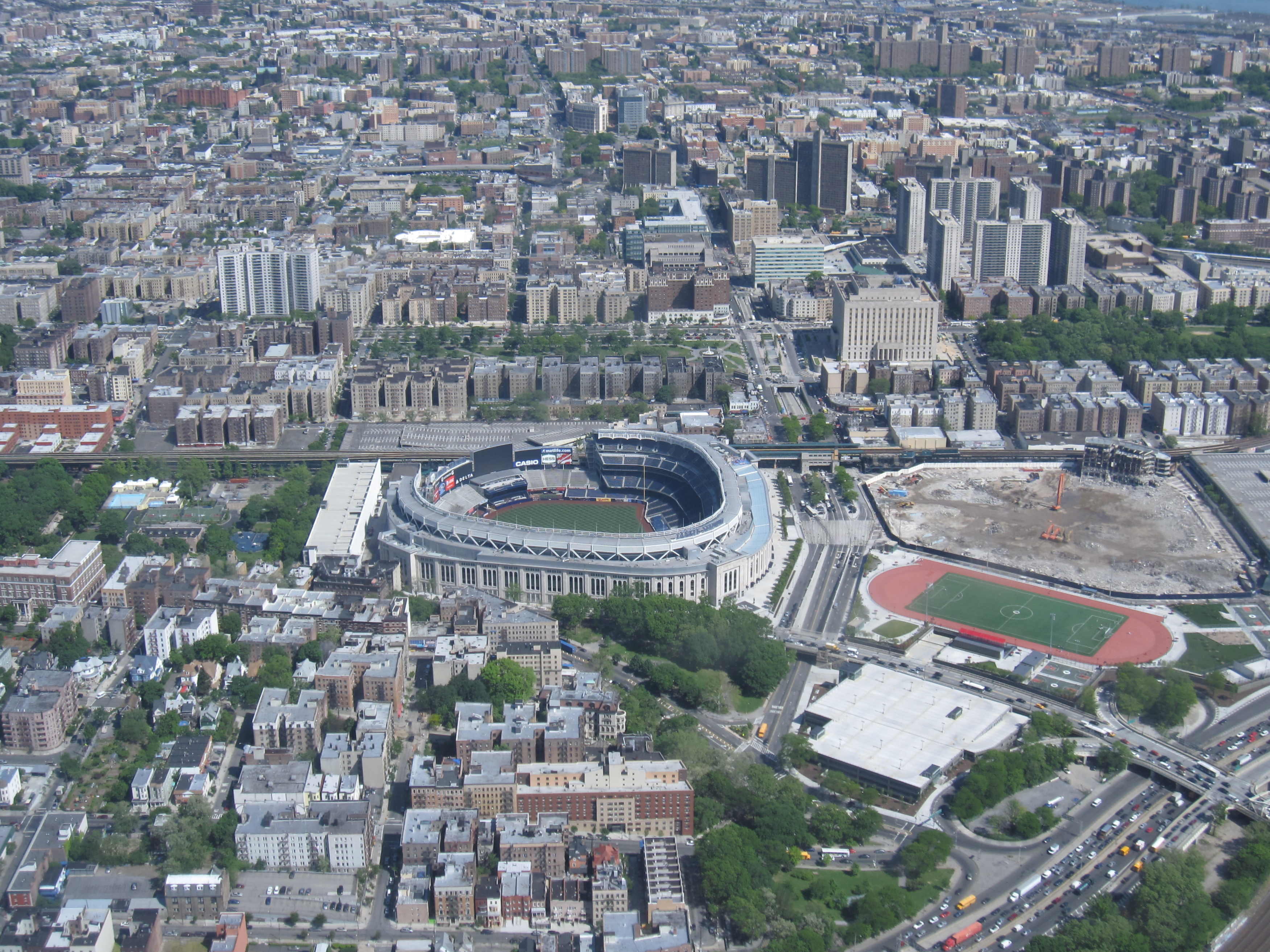
Yankee Stadium
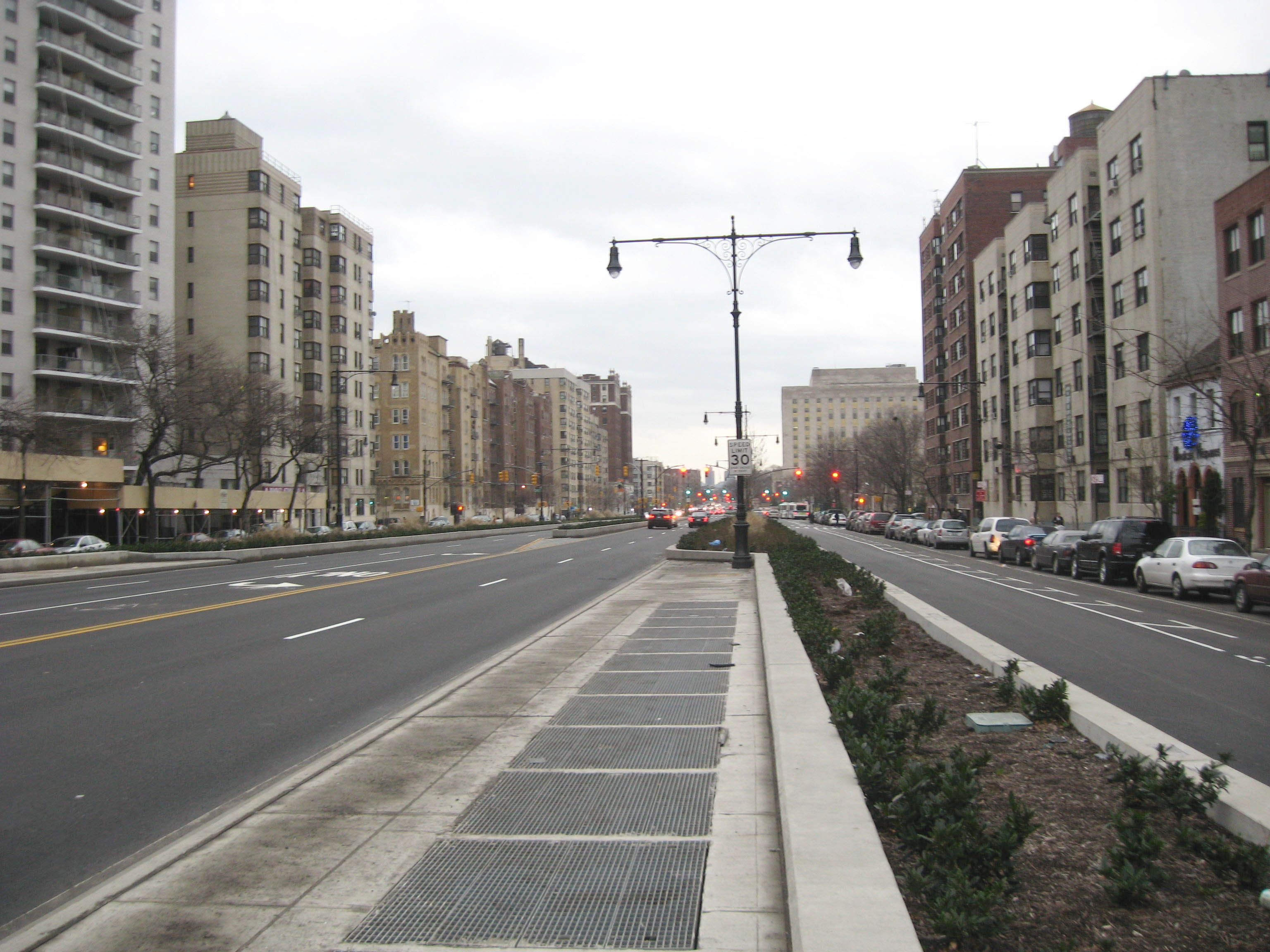
Grand Concourse
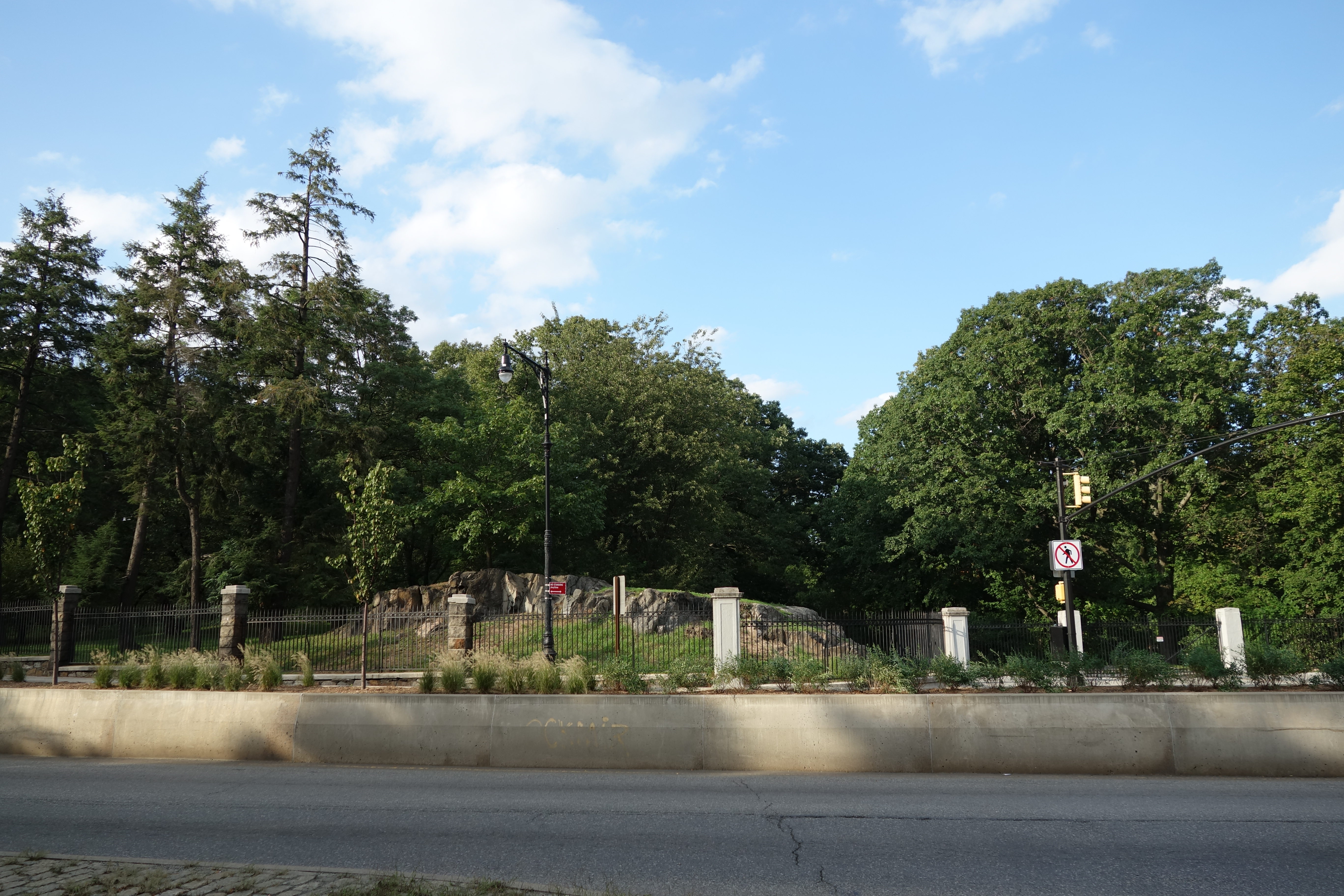
New York Botanical Garden